# Alina Dobrzańska

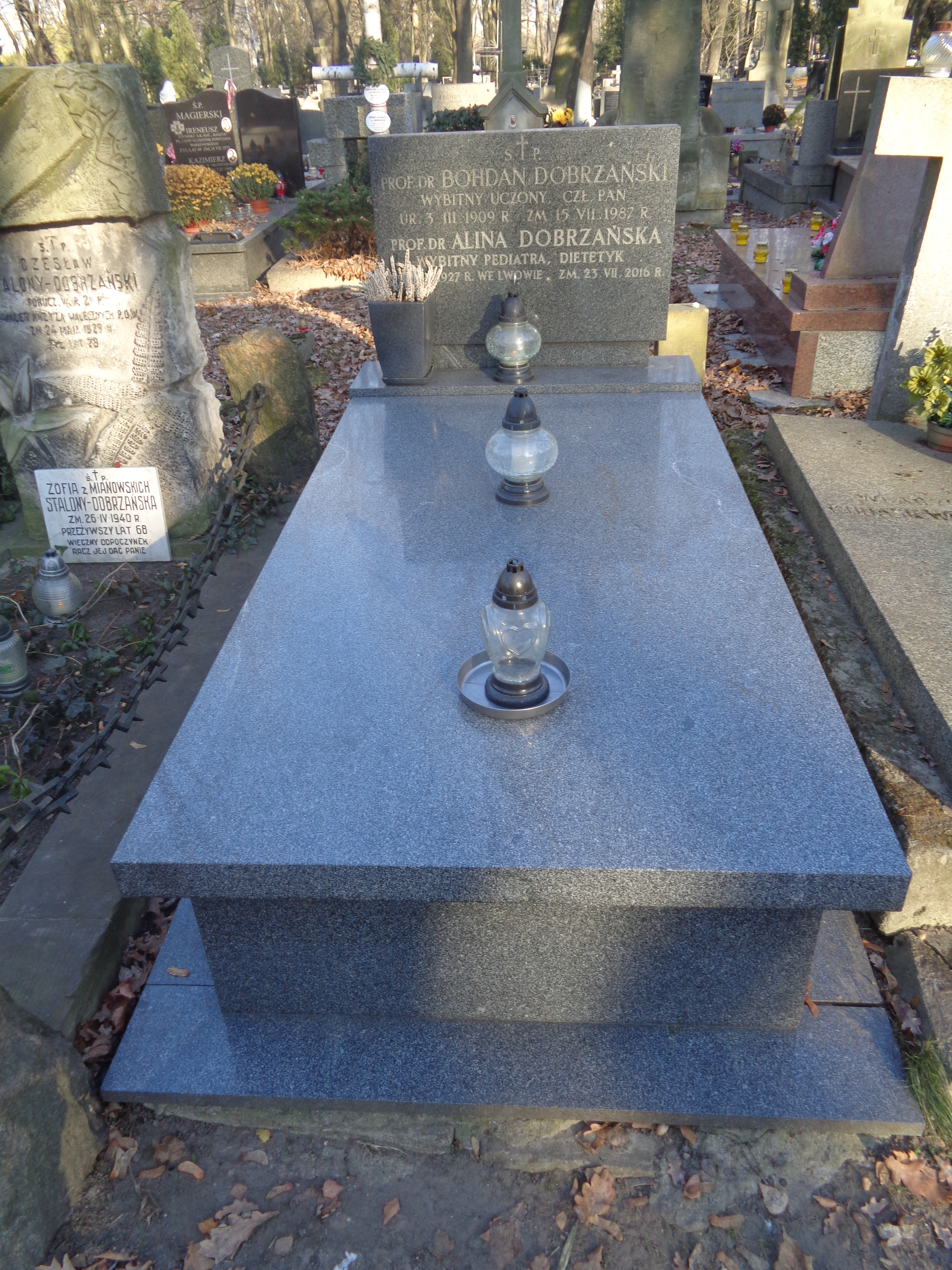
Grób Aliny Dobrzańskiej na Cmentarzu Wojskowym na Powązkach

Alina Dobrzańska (ur. 1927, zm. 23 lipca 2016) – polska pediatra, wykładowca akademicki, prof. dr hab. n.med.

## Życiorys
Obroniła pracę doktorską, następnie uzyskała stopień doktora habilitowanego. Została zatrudniona w Katedrze Podstaw Pedagogiki na Wydziale Nauk Pedagogicznych Akademii Pedagogiki Specjalnej im. Marii Grzegorzewskiej, oraz w Instytucie Matki i Dziecka w Warszawie.
Pracowała w Akademii Medycznej w Lublinie.
Zmarła 23 lipca 2016. 
Jest pochowana na cmentarzu na Powązkach Wojskowych w Warszawie (kwatera B 20, rząd 8 grób 5)